# 清水聪
清水聪（1986年3月13日—）是一名日本拳击运动员。他在2012年夏季奥林匹克运动会中，参加了男子拳击雏量级比赛并获得铜牌。他也参加了2010年和2014年亚洲运动会，其中在2014年亚洲运动会上收获一枚铜牌。